# Alceta II di Macedonia
Alceta II di Macedonia (in greco antico: Ἀλκέτας B' ὁ Μακεδὼν?, Alkétas II o Macedòn) (... – 448 a.C.) era il figlio maggiore di Alessandro I.
Secondo la testimonianza di Platone, Alceta II divenne re di Macedonia in seguito alla morte di suo padre nel 454 a.C. Dopo sei anni di regno, venne ucciso dal nipote Archelao. Alla sua morte, il suo fratello minore (e padre di  Archelao) Perdicca II, salì sul trono macedone.
Eusebio, invece, non menziona Alceta ma, secondo la sua lista dei re macedoni, il successore di Alessandro I fu direttamente Perdicca II.